# Centrale des Cèdres
La centrale des Cèdres est une centrale hydroélectrique érigée sur le fleuve Saint-Laurent, dans la municipalité des Cèdres, région de la Montérégie, au Québec. Cette centrale, d'une puissance installée de 103 MW, a été mise en service en 1914. Acquise en 1944 par Hydro-Québec lors de la nationalisation de la Montreal Light, Heat and Power, elle est l'une des quatre premières centrales du parc de production de la société d'État québécoise.

## Historique

### Origines et construction
À la veille de la Première Guerre mondiale, La Pittsburgh Aluminum Company, qui deviendra plus tard le groupe industriel Alcoa, désire agrandir ses installations de Massena, dans le nord de l'État de New York. L'entreprise se cherche des partenaires pour développer le rapide des Cèdres dans la section Soulanges du fleuve Saint-Laurent, qui offre un potentiel hydroélectrique adéquat, et qui est situé à moins de 100 km de Massena.
Un groupe d'hommes d'affaires forme la Cedars Rapids Manufacturing and Power Company en 1904 pour exploiter le potentiel hydraulique de cette partie du fleuve. Après plusieurs années d'efforts, ils cèdent leurs intérêts à un groupe dirigé par un « spéculateur audacieux », D. Lorne McGibbon, au printemps 1911. Le nouveau promoteur obtient les autorisations nécessaires pour construire la centrale,.
McGibbon entreprend des négociations deux anciens rivaux, Herbert Samuel Holt et J. E. Aldred, patrons des deux grandes entreprises électriques privées du Québec, la Montreal Light, Heat and Power (MLH&P) et la Shawinigan Water and Power Company (SWP). Les parties concluent une entente en février 1912 en vertu de laquelle la MLH&P et la SWP obtiennent 60 000 actions et des obligations d'une valeur nominale de 1,25 million de dollars au prix de 850 000 dollars comptant.
Holt et Aldred discutent ensuite avec Arthur Vining Davis, président de l'Alumininum Company of America (Alcoa) et concluent un contrat de vente de 56 MW à l'entreprise américaine à raison de 2,30 dollars le mégawattheure, pour une durée fixe de 85 ans. Une filiale d'Alcoa, la Cedars Rapids Transmission (CRT), construit une ligne de transport à 120 kV de 72 km en territoire canadien — 29,8 km au Québec et 42,2 km en Ontario — et 9,5 km en territoire américain. Le coût de construction de la centrale est estimé à 10 millions de dollars de l'époque. Le reste de la production devait servir à approvisionner le réseau de distribution de la MLH&P à Montréal.
Les ingénieurs en chef des deux compagnies travaillent ensemble à la conception de la centrale. Les questions hydrauliques, comme le creusage de la galerie d'amenée, la prise d'eau et les turbines sont sous la responsabilité de Julian C. Smith de la SWP alors que les aspects électriques, comme la génératrice et les transformateurs sont confiés à R.M. Wilson de la MLH&P. La construction débute en mai 1913 sous la direction de l'entrepreneur spécialisé new-yorkais Fraser, Brace & Co. et durent 20 mois, comme prévu à l'origine. La centrale, équipée au départ de neuf groupes de 9 MW chacun, pour une puissance installée de 81 MW, est mise en service le 15 janvier 1915,.
Après la mise en service de la centrale, la SWP devient un partenaire effacé de l'entreprise. En 1916, une série d'échanges d'actions entre la MLH&P, SWP et Alcoa permet à la MLH&P de devenir l'unique propriétaire de la Cedars Rapids Manufacturing and Power Company en échange d'actions du holding Civic Investment and Industrial Company, propriétaire de MLH&P.
En 1924, elle a été agrandie à 18 groupes pour porter sa puissance à 162 MW. En 1928, la MLH&P affirmait que la centrale des Cèdres figurait parmi les plus grands ouvrages hydroélectriques au monde.
La centrale des Cèdres commença son exploitation commerciale à 66 2⁄3 Hz, mais sa fréquence a été rapidement ramenée à 60 Hz pour se conformer avec les standards nord-américains. Le transfert d'une fréquence à l'autre ne nécessitant qu'un ralentissement des groupes générateurs, mais cette conversion causa quelques problèmes à une entreprise textile de la région qui était alimentée par la centrale. Les machines du client tournant moins rapidement à 60 Hz, les tissus teints produits par les machines étaient plus foncés. La centrale dut temporairement reprendre son ancienne fréquence, le temps pour les ingénieurs de trouver une solution au problème de l'usine.

### Hydro-Québec
Elle a été acquise par Hydro-Québec au moment de la nationalisation de la Montreal Light, Heat and Power, le 15 avril 1944, en compagnie des autres actifs du distributeur montréalais, y compris les centrales de Beauharnois, de Chambly et de la Rivière-des-Prairies. 
La société publique québécoise honorera méticuleusement les conditions du contrat initial, y compris le prix de 2,30 dollars. « Nous avons un contrat ridicule, mais il nous faut le respecter », écrit même un responsable d'Hydro-Québec, dans une note de service rédigée en 1964.
En 1971, la CRT, toujours propriété d'Alcoa, commence à vendre l'électricité achetée au prix fixé un demi-siècle plus tôt à une filiale du distributeur électrique Niagara Mohawk, qui la revend à Cornwall, en Ontario, permettant à cette municipalité ontarienne de bénéficier de tarifs encore plus bas que ceux pratiqués au Québec. En 1983, Alcoa fait savoir à Hydro-Québec qu'elle songe à se départir de la CRT. L'affaire est conclue en décembre 1985 et Hydro-Québec acquiert la ligne d'électricité et le contrat, 14 ans avant son échéance.
Opérant aujourd'hui sous la raison sociale francisée de Société de transmission électrique de Cedars Rapids Limitée, la CRT est aujourd'hui une filiale de TransÉnergie, la division d'Hydro-Québec spécialisée dans le transport d'électricité. L'ancienne ligne de transport a été démantelée en 2004 pour être remplacée par une ligne biterne à 230 kilovolts, qui est présentement exploitée à 120 kilovolts.
À la fin des années 2000, Hydro-Québec a entrepris des travaux de réhabilitation des barrages Coteau-1, Coteau-2, Île-Juillet-1 et Île-Juillet-1afin d'assurer leur fiabilité opérationnelle à long terme.

## Tourisme
Les digues qui servent à réguler les apports d'eau à la centrale servent également de ponts qui peuvent être empruntés pour visiter les îles de Saint-Timothée. Un itinéraire cyclable majoritairement asphalté de 7,3 km est ouvert au public depuis les années 2000. Il permet de circuler à travers digues et barrage de l'aménagement, qui figure au second rang d'ancienneté parmi les installations d'Hydro-Québec toujours en service. La centrale ne figure toutefois pas au nombre des installations d'Hydro-Québec ouvertes aux visiteurs.